# TV-pejling

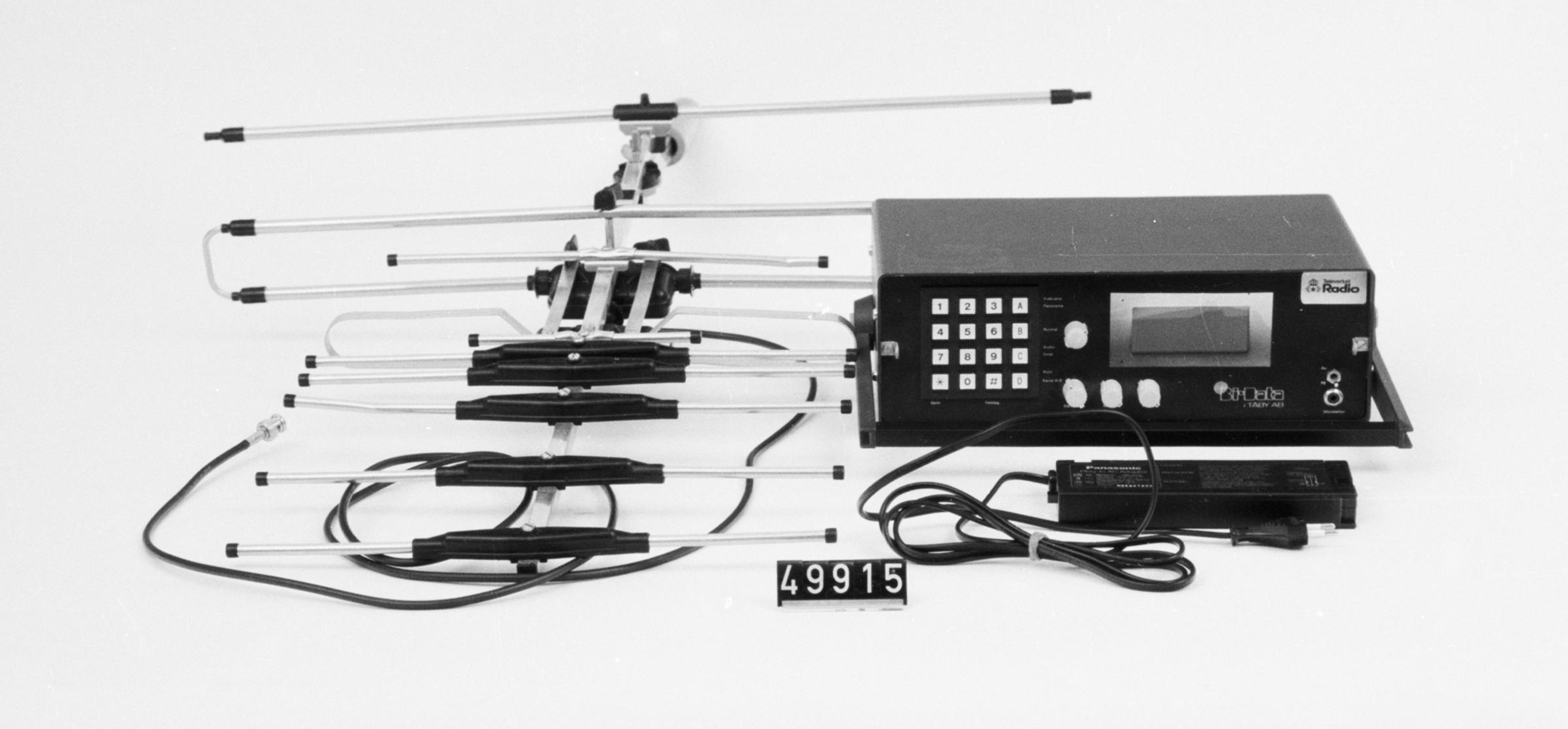
TV-pejlingsutrustning som användes av dåvarande Televerket.

TV-pejling är en teknik för att detektera förekomst av TV-mottagare genom att pejla signaler som sänds ut av TV-mottagaren. I Sverige användes TV-pejling under 1980- och 1990-talen av Televerket och senare av Radiotjänst i Kiruna för att avgöra om ett hushåll innehade TV-mottagare eller inte. Syftet med verksamheten var att hitta hushåll som hade TV-mottagare utan att betala TV-avgift. 

## Generellt
Teknik: 
För att en TV skall kunna bearbeta informationen på en mellanfrekvens mixas den inkommande högfrekventa signalen med signalen från en lokaloscillator. Den signalen som lokaloscillatorn genererar är den signal en tv-pejlare kan detektera.
Noggrannhet: Vid TV-pejling används en riktantenn för att samla in signalerna man är intresserad av. Riktade antenner har alltid en viss riktverkan, till exempel en antenn tar emot signaler i sin riktning med fem graders spridning. I och med användning av en riktantenn finns två huvudbegränsningar. Det första är att man bara får reda på riktningen mot en signal, man måste ta flera mätningar på olika platser för att kunna avgöra varifrån signalen egentligen kommer. Nummer två är att det alltid finns möjligheten att signaler studsar, böjs etc, vilket gör att en signal kan se ut att komma från ett visst håll när den egentligen kommer från ett annat håll.

## Analog TV-pejling
Enligt Tekniska museet i Stockholm fungerar analog TV-pejling enligt följande:
När ett TV-program produceras sparas bild- och ljuddelar för sig, men innan de skickas iväg i sändaren mixas de ihop och omvandlas till en högfrekvent signal. I TV-mottagaren omvandlas denna signal tillbaka till sina olika delar, bild och ljud, och det är här som TV-pejlingen kommer in i bilden. I omvandlingen tillbaka till bild och ljud uppstår specifika radiosignaler som är tillräckligt starka för att kunna tas upp av en TV-pejlare inom inte alltför långt avstånd. Dessa specifika signaler ("signal-fingeravtryck") gör det möjligt att avgöra att det är en TV-mottagare som är igång och till och med vilken TV-kanal som används.
I Sverige användes pejlingsutrustning för att för att spåra mottagare i hushåll som inte anmält innehav. Enligt Radiotjänst övergavs den i mitten eller slutet av 1990-talet och istället tog Radiotjänst kontakt med personer i hushåll som inte fanns registrerade som betalande, personer som hyrt eller köpt ny TV-utrustning och personer som bytt adress. Kontakten skedde via besök, brev eller telefon. Från den 1 januari 2019 ersattes TV-avgiften i Sverige med en public service-avgift, som inte är kopplad till TV-innehav. Behovet av att undersöka om ett hushåll har TV-mottagare fanns då inte längre kvar.